# Ново-Фёдоровка (Оренбургская область)
Ново-Фёдоровка — посёлок в Шарлыкском районе Оренбургской области, входит в состав Путятинского сельсовета.

## Описание села
Через Ново-Фёдоровку проходит одна дорога, входящая с юго-западной стороны и выходящая с восточной. Этот путь связывает посёлок с Путятино, административным центром сельсовета на юго-западе, с селом Изяк-Никитино на северо-западе и с деревней Алёшкино (Башкортостан). Рядом с посёлком протекает река Дёма.

## Население
| 2010 |
| ---- |
| 0    |